# Gentil (Río Grande del Sur)
Gentil es un municipio brasileño del estado de Rio Grande do Sul.
Se encuentra ubicado a una latitud de 28º25'49" Sur y una longitud de 52º02'08" Oeste, estando a una altitud de 774 metros sobre el nivel del mar. Su población estimada para el año 2004 era de 1.685 habitantes.
Ocupa una superficie de 183,73 km².
- Datos: Q1252673
- Multimedia: Gentil (Rio Grande do Sul) / Q1252673